# Trois-Rivières (Guadalupa)
Trois-Rivières è un comune francese di 9 002 abitanti situato nella parte meridionale dell'isola di Basse-Terre e facente parte del dipartimento d'oltre mare di Guadalupa. È una località essenzialmente agricola posta in gran parte sui versanti del massiccio di la Madeleine (piccolo massiccio vulcanico, che raggiunge, al picco tronco, i 961 m s.l.m.)
La sua posizione favorisce un clima gradevole e ricco di precipitazioni che alimentano i tre corsi d'acqua:
- il torrente Trou au Chien (7,4 km), frontiera fra Trois-Rivières e Capesterre-Belle-Eau;
- il torrente Petit-Carbet ;
- il torrente Grand-Anse, il più lungo (9 km), confine fra Trois-Rivières e Gourbeyre.

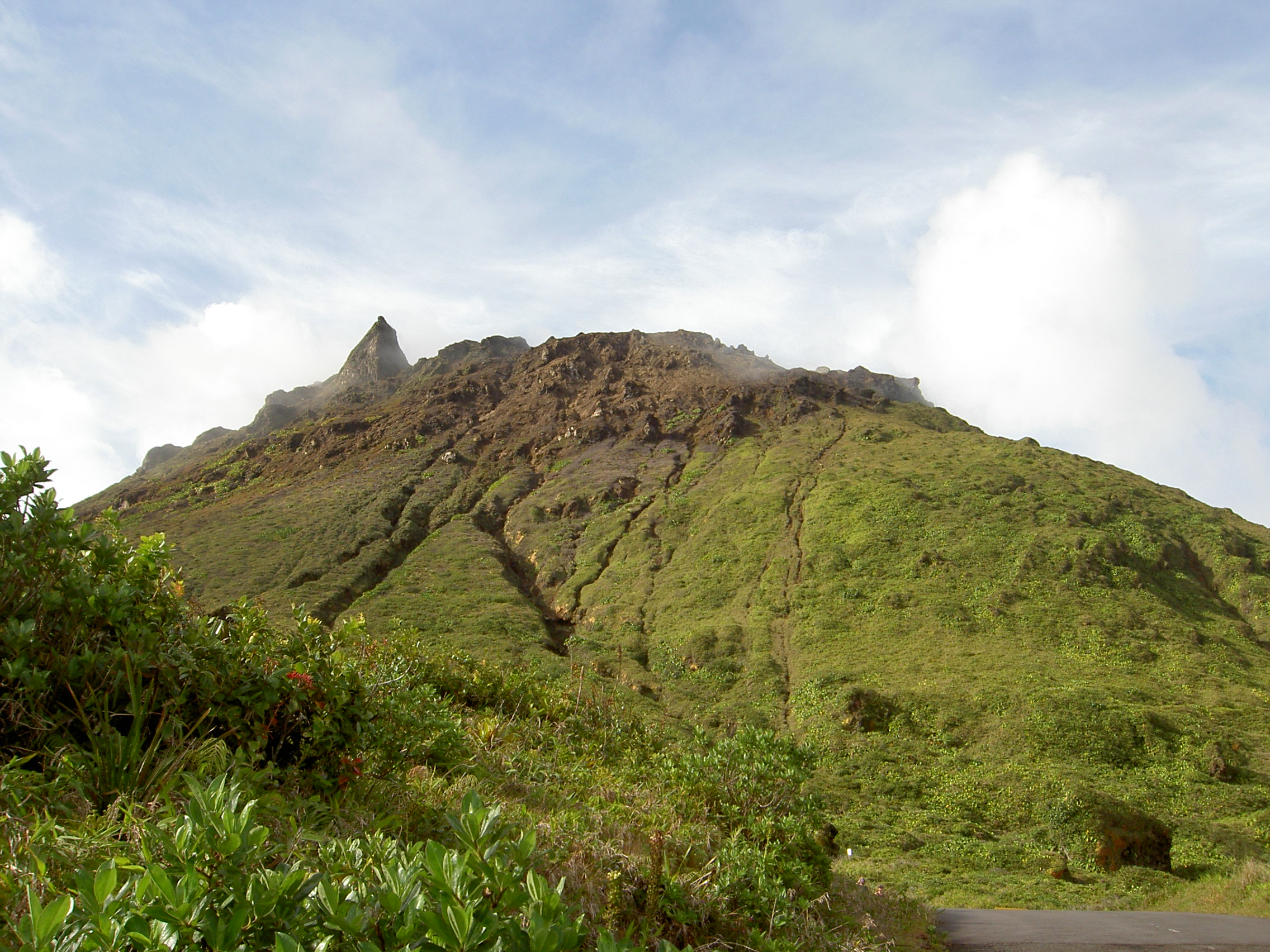
La cima del monte Soufrière (1467 metri), Guadalupa

Essi nascono dall'imponente massiccio de la Soufrière che domina tutta l'isola.
Il comune si estende dal litorale Atlantico dopo l'imbocco orientale del Canale delle Îles des Saintes fino alla cima del vulcano de la Citerne (1555 m s.l.m.)
Le precipitazioni medie annue variano da 2500 mm nella parte bassa del territorio comunale per raggiungere i 12000 mm alla sommità della Soufrière.

## Storia
Trois-Rivières è comunemente chiamata «la culla della civiltà precolombiana»; Esso è il sito Amerindo più ricco di incisioni rupestri delle Piccole. Si ritiene in effetti che l'arrivo dei primi occupanti, gli Arawaks (civilizzazione precolombiana) risalga al periodo tra il 300 ed il 400 avanti Cristo. Essi ci hanno lasciato come testimonianza della loro cultura numerosi graffiti nel sito Bord de mer, parco archeologico di Roches Gravées, ma anche più nel territorio all'interno delle terre intorno al torrente Carnet.
Dopo l'installazione dei primi coloni nel 1640, la parrocchia di Trois-Rivières, ricca e prospera, diviene quartiere preferito dall'aristocrazia creola, grazie alla sua situazione ideale (fertilità del suolo, abbondanza d'acqua dolce, rilievi naturali che facilitavano le difese contro eventuali assalitori) da cui la coltura della manioca, igname, cotone, caffè, tabacco, indaco e cacao. La canna da zucchero divenne però presto la coltura principale, come d'altra parte dappertutto nella Guadalupa. Per triturare al canna il comune si provvide di ben dieci mulini ad acqua e di due mulini a trazione animale. Fino al 1865 questa coltivazione fece la fortuna di alcune famiglie ma poi, a poco a poco, essa lasciò il posto a quella delle banane, predominante dal dopoguerra.
Del periodo coloniale restano le rovine di batterie, zuccherifici, distillerie e celle per gli schiavi sulle vecchie abitazioni.

## Geografia fisica
Trois-Rivières è situate al sud del lato delle Antille della zona di Basse-Terre, circondata ad est da Capesterre-Belle-Eau, da vecchio Forte a sud-ovest e da Gourbeyre a nord-ovest, a 65 km dall'aeroporta internazionale. Addossata ai primi contrafforti della Soufrière, si rivolge al mare dalla parte delle isole dei Santi, di Marie-Galante e di Désirade. La città beneficia anche di una notevole vocazione turistica.